# Darn
Darn (auch Dynamik D oder Darn Sherman; bürgerlich Daniel Wendt) ist ein deutscher Rapper aus Berlin-Lübars, der zurzeit in dieser Funktion inaktiv ist.

## Leben
Seine Anfänge machte Darn in der Berliner Untergrund-Rapszene beim 1998 gegründeten Independent-Label Bassboxxx, wo er neben ein paar musikalischen Beiträgen auf Label-Samplern als Dynamik D von 1999 bis 2003 auch den späteren Kollaborations-Partner und Freund Mach One kennenlernte. Mit diesem veröffentlichte er nach der Auflösung von Bassboxxx – aufgrund persönlicher Differenzen 2006 – über Adrenalin Musik das Album Lil Mach Änze Nordzeitboys, auf dem außerdem der Rapper Vork vertreten ist.
Ein Jahr später erschien das zweite Kollaborationsalbum Freakshow. Darn, dem schon zuvor mit gescheiterten Soloprojekten ein musikalischer Durchbruch verwehrt geblieben war, kündigte zeitgleich an, dass er das Rappen aufgeben würde, falls das Album kein Erfolg werden sollte. Als man sich mit dem Album ein weiteres Mal nicht in den Charts platzieren konnte, zog er sich tatsächlich zurück und arbeitet seitdem als Yogalehrer und Masseur, ist seit 2014 aber auch bei Live-Auftritten anderer Rapper und vereinzelt mit Gastparts wieder präsent.

## Diskografie (Auswahl)
- 1999: WortKrieg (Sampler)
- 2002: Bassboxxx Clique 6 (Label-Sampler)
- 2003: BBX Clique 7 (Label-Sampler)
- 2003: Darauf scheiß ich (Label-Sampler)
- 2006: Lil Mach Änze Nordzeitboys (mit Mach One & Vork)
- 2007: Freakshow (mit Mach One)